# Adrien Aubé de Bracquemont
Jacques Louis Adrien Aubé de Bracquemont, parfois orthographié Obé de Bracquemont, né le 11 octobre 1815 à Reims et mort le 19 octobre 1884 à Paris, est un ingénieur français, directeur et administrateur de la Compagnie de Bruille, puis de la Compagnie des mines de Vicoigne-Nœux.

## Biographie

### Naissance
Adrien Aubé de Bracquemont naît à Reims en 1815, il est le fils de Joseph Aubé de Bracquemont, un officier d'artillerie né en 1782, et de Charlotte Marie Gaëtan de Recicourt. Sa famille est originaire de cette commune, et son père y tient garnison. Trois ans plus tard, son frère Charles Félix Théodore Aubé de Bracquemont naît, il devient, comme son père, officier d'artillerie.

### Études
Adrien Aubé de Bracquemont étudie au collège de Reims, puis entre à l'École des mines de Saint-Étienne. Il en sort diplômé en 1837 et est attaché à l'exploitation des mines de Decazeville.

### Carrière

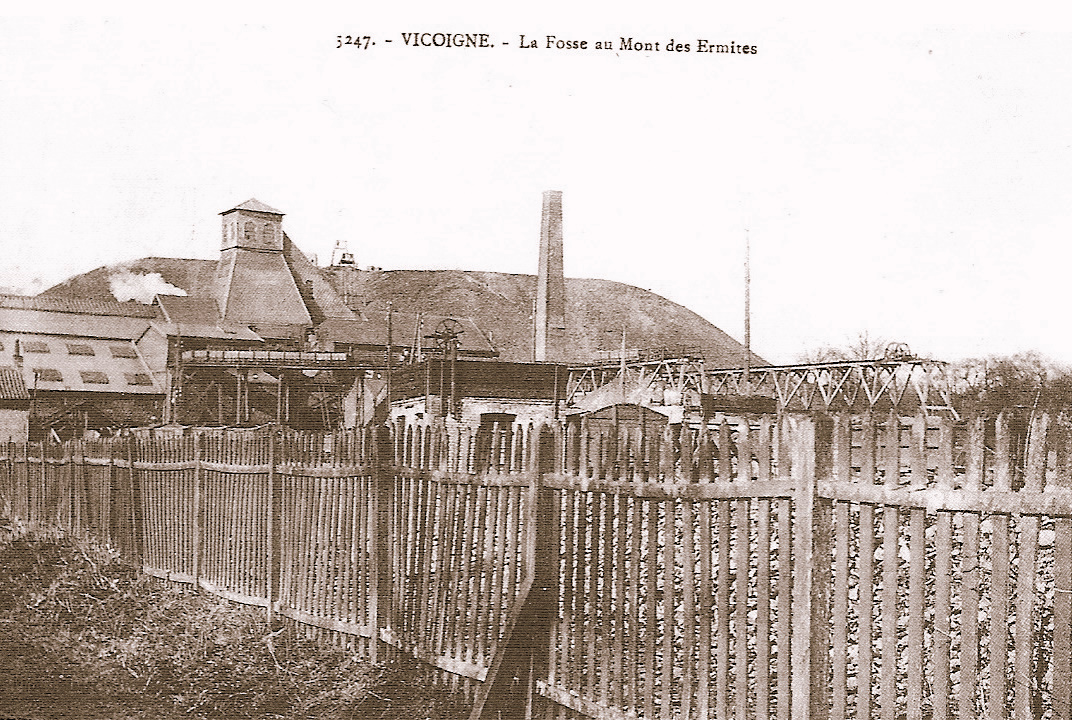
La fosse no 4 est typique des fosses ouvertes au milieu du XIXe siècle.

En 1839, des capitalistes français le font venir en Belgique pour diriger le charbonnage de L'Escouffiaux, près de Mons. Il épouse assez rapidement la fille d'un collègue de son père, cette dernière faisant pression sur lui pour qu'il revienne en France. On lui propose alors de diriger la Compagnie de Bruille, sise à quelques kilomètres de Valenciennes, dans le bassin minier du Nord-Pas-de-Calais. Celle-ci est très vite réunie avec la Compagnie de l'Escaut et la Compagnie de Cambrai pour former la Compagnie des mines de Vicoigne. 

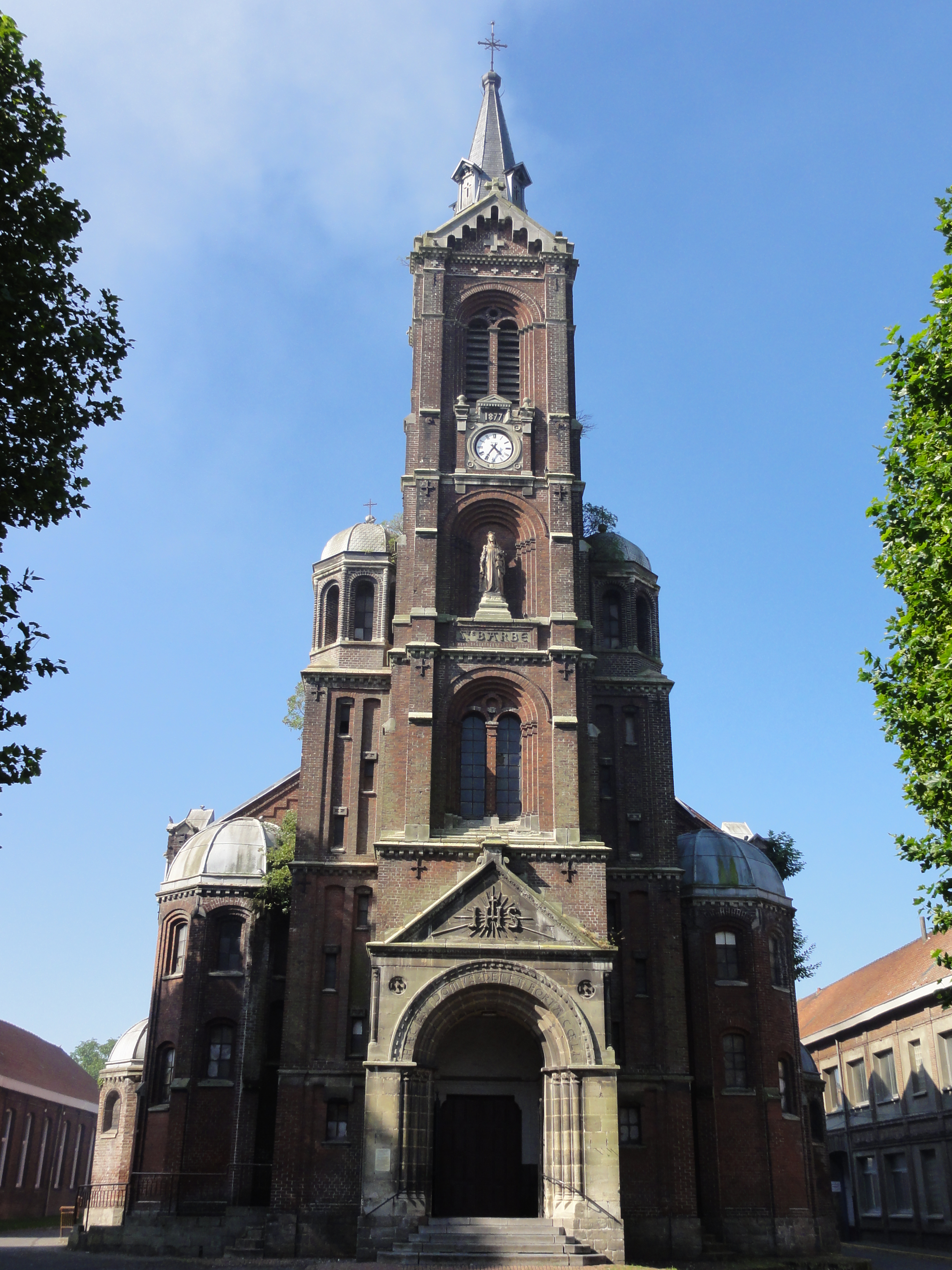
L'église Sainte-Barbe.

Ses quatre fosses, devenues nos 1, 2, 3 et 4, ne sont pas très importantes, puisqu'elle ne produisent annuellement que de 50 000 à 60 000 tonnes de charbon maigre, écoulé avec difficultés et avec un prix bas. Adrien Aubé de Bracquemont, en plus de bien gérer la société, apporte des améliorations techniques, ce qui permet d'augmenter la production et donc de générer des bénéfices assez considérables, qui ont été mis en réservés pour constituer plus tard la Compagnie des mines de Vicoigne.
La concession de Vicoigne est placée dans un secteur du bassin minier qui n'est pas optimal, situé au nord des concessions de la Compagnie des mines d'Anzin. Adrien Aubé de Bracquemont envisage alors de rechercher les prolongements occidentaux du bassin minier vers le Pas-de-Calais. Un sondage réalisé à Oignies en 1841 dans le parc du château de Mme de Clercq met en évidence la présence de houille à la profondeur de 151 mètres, mais cette découverte reste confidentielle jusqu'en 1847, date à laquelle elle est révélée au Service des mines. Mais il était déjà convaincu que le bassin minier se prolongeait à l'ouest de Douai et de la concession de la Compagnie des mines d'Aniche. Et c'est en 1845 qu'il propose à son conseil d'administration d'exécuter des sondages dans le Pas-de-Calais, afin de découvrir un gisement plus favorable que celui de Vicoigne.

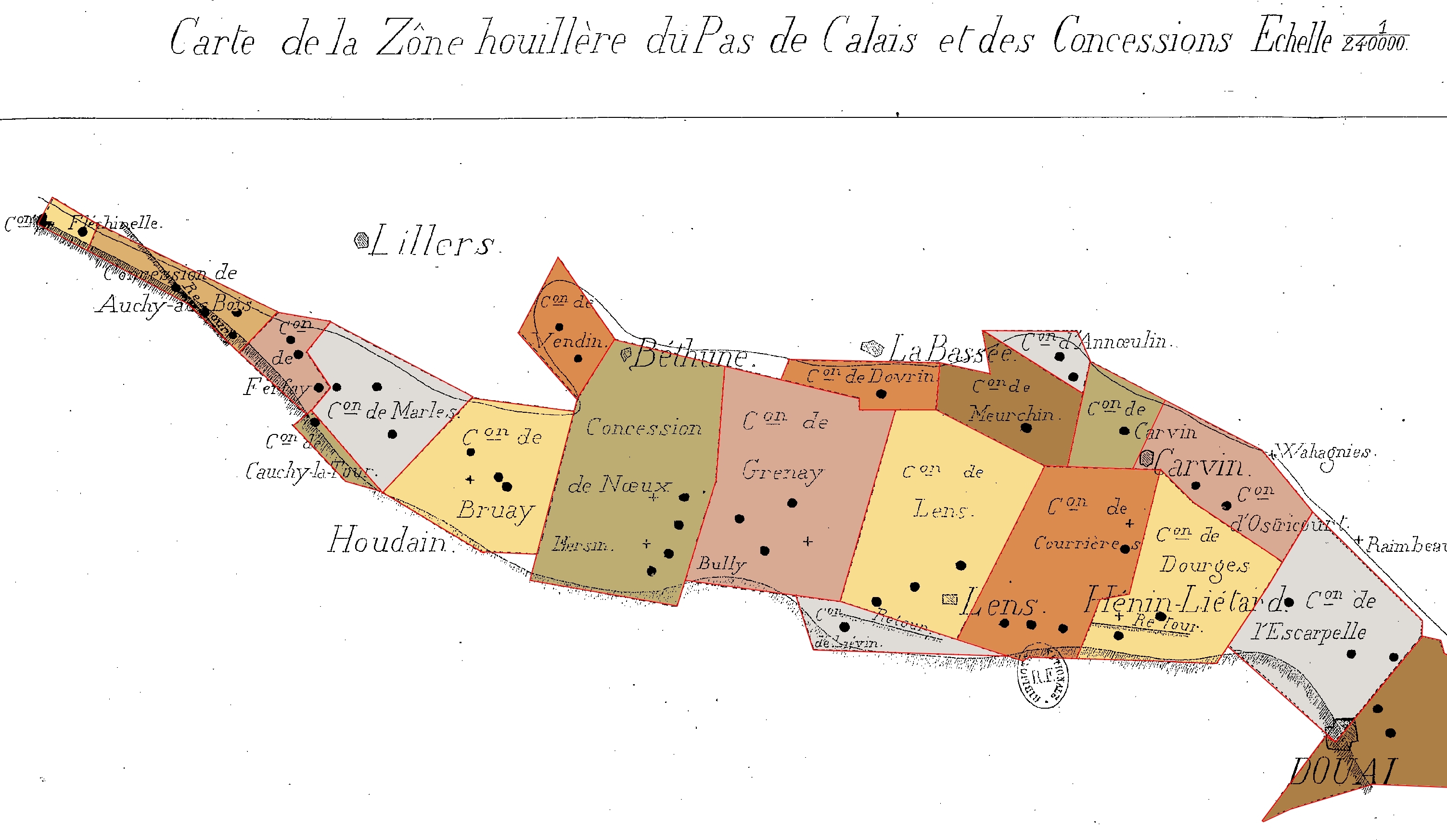
Carte datée de 1877 montrant les différentes concessions établies dans le Pas-de-Calais en moins de trente ans.

Comme d'autres dirigeants, il avait eu l'intuition que le bassin minier s'infléchissait vers le nord dans sa partie située dans le Pas-de-Calais, il était d'ailleurs d'accord avec Charles du Souich, ingénieur des mines à Arras, sur cette thèse. Adrien Aubé de Bracquemont programmait alors de faire effectuer des sondages entre Douai et Lens, mais le conseil d'administration a refusé. Il confie alors ses idées à d'autres explorateurs qui se sont mis au travail, assistés par Charles du Souich. De 1846 à 1850, et conformément à ce qu'il avait prévu, tout le secteur localisé entre Douai et Lens a été sondé. Le succès ayant été total, trois concessions ont été accordées aux compagnies de la Scarpe (devenue la Compagnie des mines de l'Escarpelle), de Douchy (devenue la Compagnie des mines de Courrières) et de Mulot (devenue la Compagnie des mines de Dourges). La Société Bigo entreprend d'explorer près de Courrières (formant alors avec la Cie de Douchy la Cie de Courrières), et la Compagnie Casteleyn, future Compagnie des mines de Lens, découvre également la houille.
Adrien Aubé de Bracquemont, s'inquiétant de plus en plus de voir des sociétés devenir bien plus avantagées que celle de Vicoigne, revient à la charge auprès de son conseil d'administration. Il parvient sans mal à convaincre les actionnaires d'effectuer des recherches, mais à cause du retard dans cette prise de décision, les recherches doivent être reportées à l'ouest de Lens. Constatant après avoir étudié les veines de houille dans ce nouveau bassin du Pas-de-Calais que le charbon maigre est au sud et que la charbon gras est au nord, il décide de programmer divers sondages dans un secteur situé plus au nord, entre Lens et Béthune, afin qu'il y ait complémentarité avec les charbons maigres de Vicoigne, la compagnie aurait alors la possibilité de produire une gamme complète de produits.
Un premier sondage est entrepris par la Compagnie à Loos-en-Gohelle le 5 juillet 1850. En septembre, il découvre une veine de houille grasse ayant 32 % de matières volatiles. À la suite de cette découverte, six autres sondages sont exécutés en moins d'une année le long de la route reliant Arras à Béthune, et tous rencontrent la houille et prouvent que la formation houillère se poursuit sur une largeur de dix kilomètres.

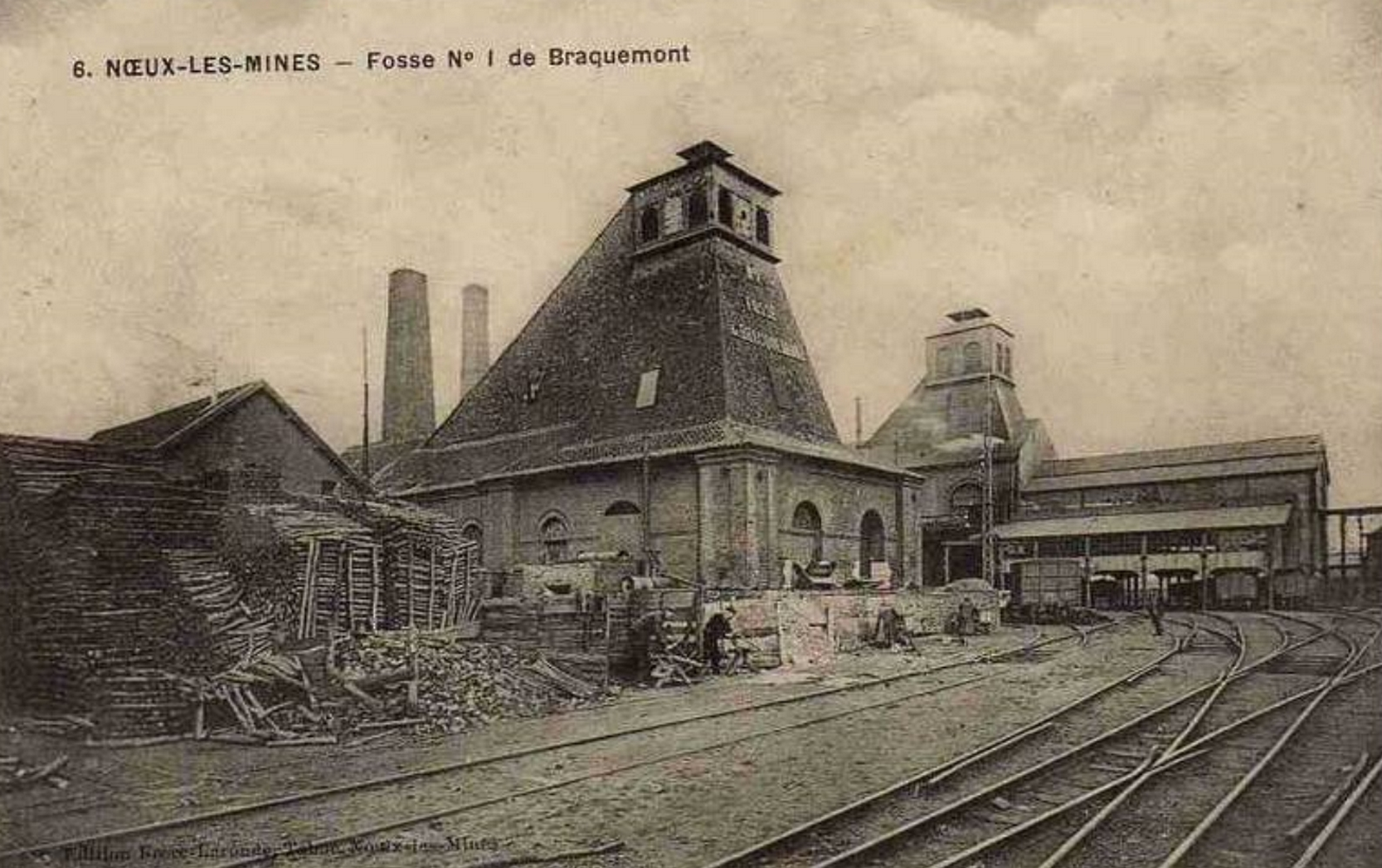
La fosse no 1 - 1 bis au début du XXe siècle. À gauche, le puits no 1, à droite, le puits no 1 bis, commencé en mai 1883.

La première fosse, appelée fosse no 1, est commencée le 1er avril 1851 à Nœux, plus tard devenue Nœux-les-Mines, sans attendre l'octroi de la concession de Nœux. Elle entre très rapidement en exploitation, en 1852, et elle est la première du Pas-de-Calais, après la fosse no 1 des mines de Courrières, à produire un tonnage important de charbon gras.
C'est ainsi que cinq autres fosses ont été successivement ouvertes. La production augmente continuellement, jusqu'à atteindre en 1884, année de la mort d'Adrien Aubé de Bracquemont, 775 000 tonnes, un chiffre décrit comme considérable. 
Le 25 mars 1872, Adrien Aube de Bracquemont devient membre du conseil d'administration de la Compagnie de Vicoigne. Sur la concession de Vicoigne, il avait en 1872 signalé à son conseil qu'un sondage effectué quatre ans plus tôt avait mis en évidence « une magnifique couche de houille d'un mètre d'épaisseur ». Pensant qu'il s'agissait d'une partie d'un faisceau inférieur, il avait proposé des recherches plus importantes, mais poursuivies après son départ de la Compagnie, elles n'ont pas abouti, et le gisement connu sur cette concession s'est peu à peu épuisé : de 140 000 tonnes en 1872-1873, la production a fléchi jusqu'à 112 000 tonnes en 1905-1906, puis 104 000 tonnes en 1913. Dix ans plus tard, M. Huré, ingénieur des mines chargé de l'étude des dommages de guerre de Vicoigne, évoque l'épuisement prochain du gisement. En 1929, le directeur de la concession de Vicoigne reprend l'idée émise par Adrien Aubé de Bracquemont, et une galerie longue de 725 mètres atteint le 28 août 1931 la veine que ce dernier avait signalée : les fosses de Vicoigne, qui allaient être fermées à cause de l'épuisement du gisement, ont eu un potentiel de vingt millions de tonnes de ressources nouvelles, qui auraient permis un siècle d'extraction.
Adrien Aubé de Bracquemont était également un visionnaire. Dès le départ, il a défini un diamètre de quatre mètres pour les puits de Nœux, alors que les puits les plus larges dans le Nord n'avaient qu'un diamètre de trois mètres. Il a fait installer, si bien pour le fonçage que pour l'extraction et l'épuisement, des machines à vapeur bien plus puissantes que celles utilisées par les autres compagnies. Il a fait remplacer les cuffats par des cages à quatre berlines, guidées dans le puits par des longuerines en bois. Il a fait remplacer les foyers d'aérage, source de nombreux incendies, par des ventilateurs. Enfin, il a fait construire des embranchements ferroviaires et un tronçon de canal pour favoriser l'écoulement des produits, installer de grands ateliers et magasins, mais aussi, pour le personnel, des maisons ouvrières, des écoles, et une église. Il a également fait bénéficier ses ouvriers d'une bonne rémunération, ainsi que de diverses œuvres sociales.

### Mort
Adrien Aubé de Bracquemont épouse en 1842 Julie Favart d'Herbigny, originaire de Meurival. 
Adrien meurt le 19 octobre 1884 à son domicile à Paris, 19 boulevard Malesherbes et est enterré à Meurival. À cette occasion, Émile Vuillemin, directeur de la Compagnie des mines d'Aniche, écrit Notice biographique sur M. Adrien Obé de Bracquemont, ingénieur-administrateur des mines de Vicoigne-Nœux en son honneur. Sur sa faculté d'avoir dirigé la Cie de Vicoigne-Nœux durant quarante ans sans qu'il n'y ait eu de grève, Émile Vuillemin a déclaré que « C'est le plus bel éloge qu'on puisse faire de son habile direction ».